# 塔氏杜父魚
塔氏杜父魚，為輻鰭魚綱鮋形目杜父魚亞目杜父魚科的其中一種，為溫帶淡水魚，分布於北美洲美國阿拉巴馬州及喬治亞中部塔拉普薩河流域，體長可達7.7公分，棲息在岩石、礫石底質且流動的溪流，生活習性不明。

## 扩展阅读
維基物種上的相關：塔氏杜父魚